# Cargaruaya insignita
Genre
Espèce
Cargaruaya insignita, unique représentant du genre Cargaruaya, est une espèce d'opilions laniatores de la famille des Metasarcidae.

## Distribution
Cette espèce est endémique de la région de La Libertad au Pérou. Elle se rencontre vers Llaguén.

## Description
La femelle holotype mesure 5,5 mm.

## Publication originale
- Roewer, 1956 : « Arachnida Arthrogastra aus Peru, II. » Senckenbergiana biologica, vol. 37, no 5/6, p. 429–445.